# Koreaanse stenen lantaarn

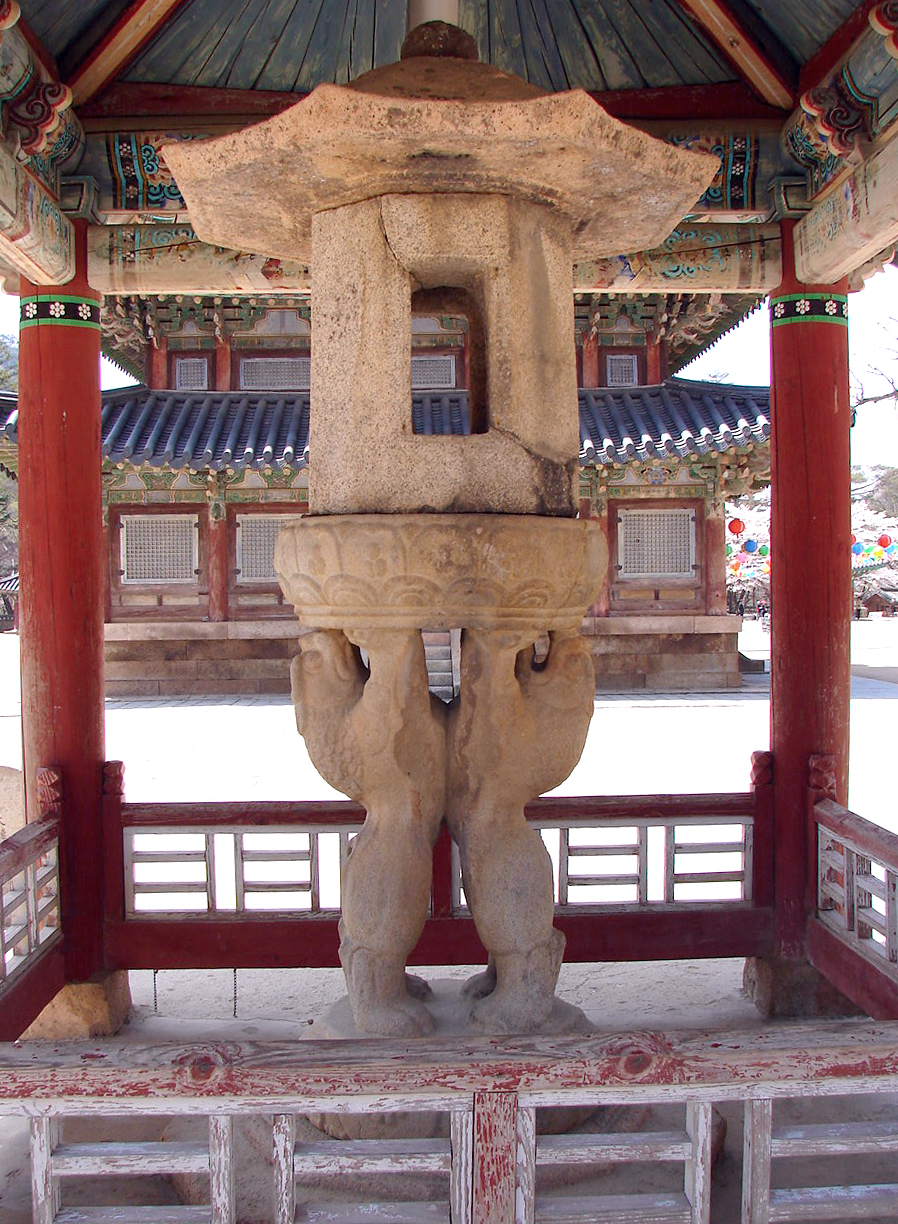
Stenen lantaarn met tweelingleeuwen bij de Beopjusa-tempel in Boeun, Korea's nationale schat nr. 5, is gebouwd op het terrein van de Beopjusa-tempel, een boeddhistische tempel

Een Koreaanse stenen lantaarn (석등, (石燈), seogdeung, 석등롱(石燈籠), seogdeunglong, 장명등(長命燈), jangmyeongdeung) is een van traditionele, stenen lantaarn, dat ook wel een "langlevende lantaarn" wordt genoemd. Stenen lantaarns zijn opgericht bij tempelterreinen en bij graven.

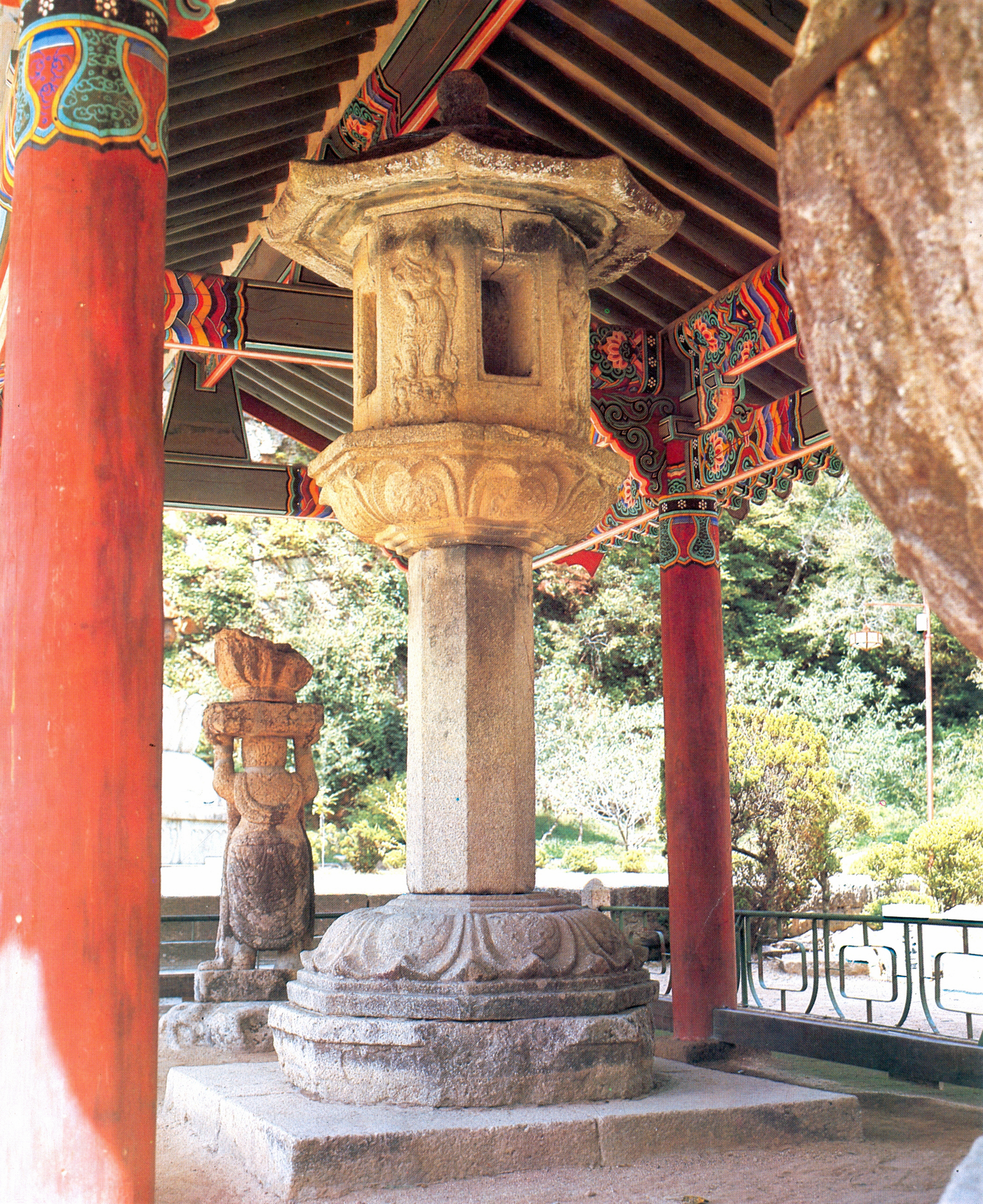
Stenen tempellantaarn Boeun Beopjusa
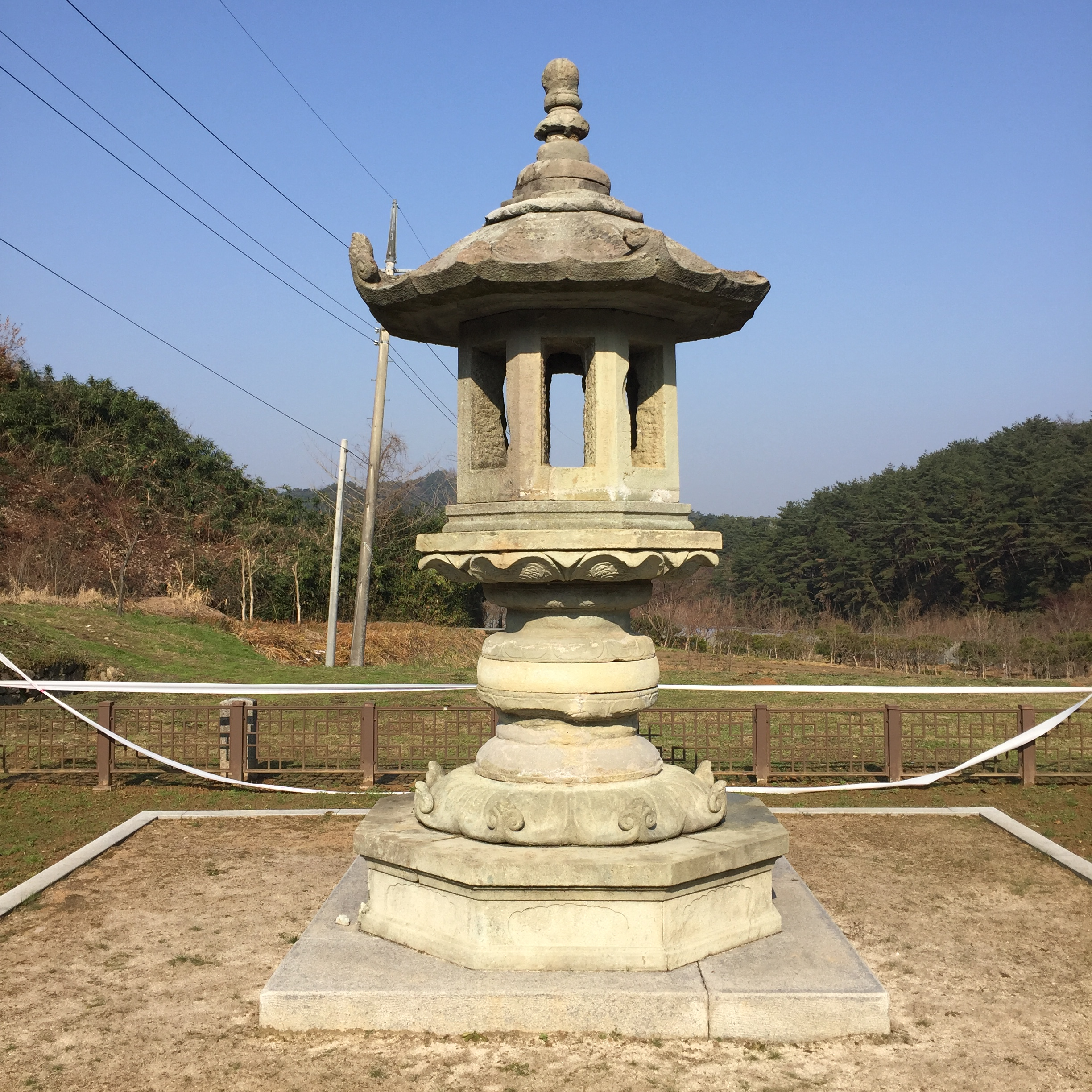
Stenen lantaarn op de plaats van de Gaeseonsa-tempel, Damyang
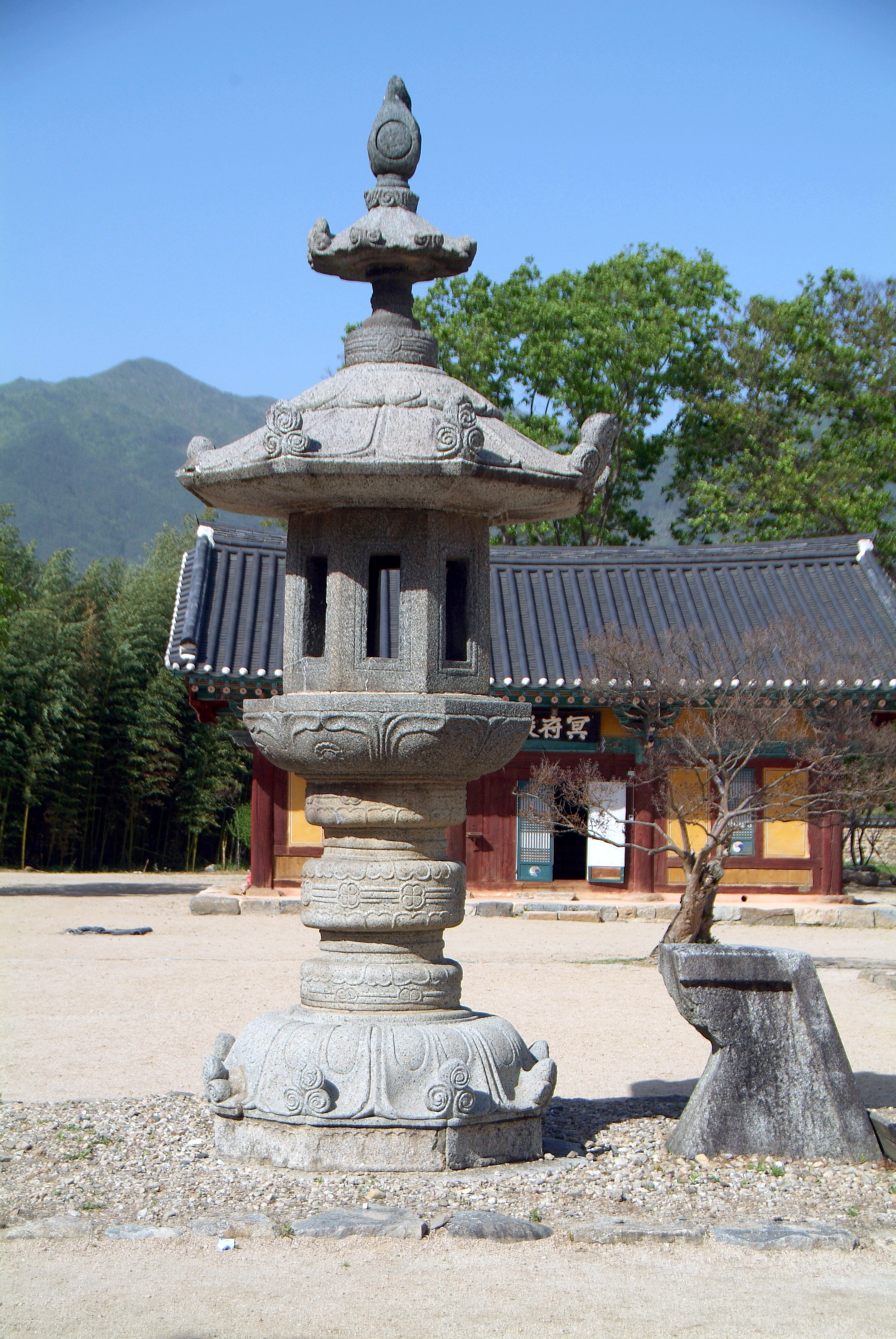
Stenen lantaarn van de Silsangsa-tempel, Namwon

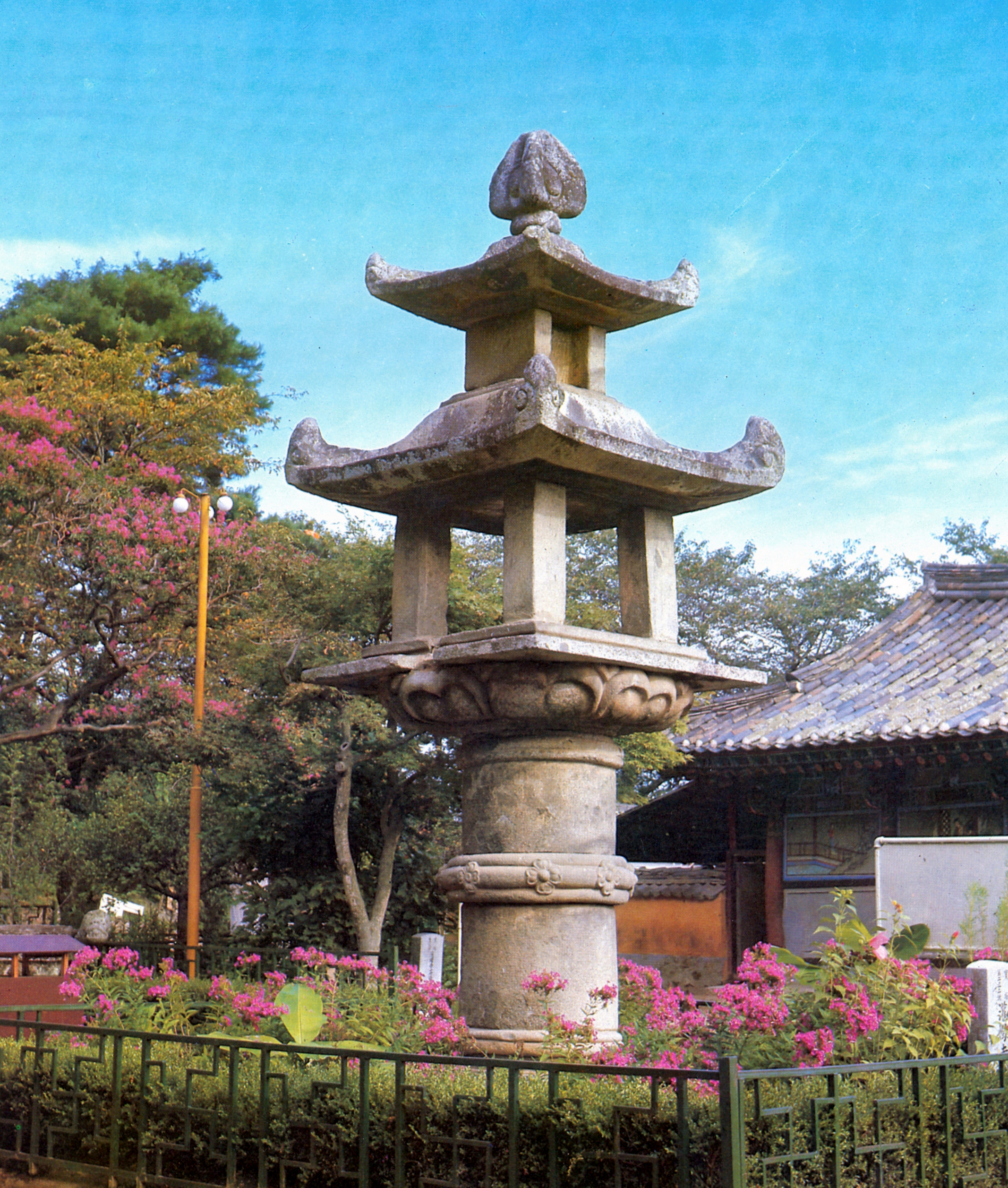
Stenen lantaarn van de Gwanchoksa-tempel, Nonsan
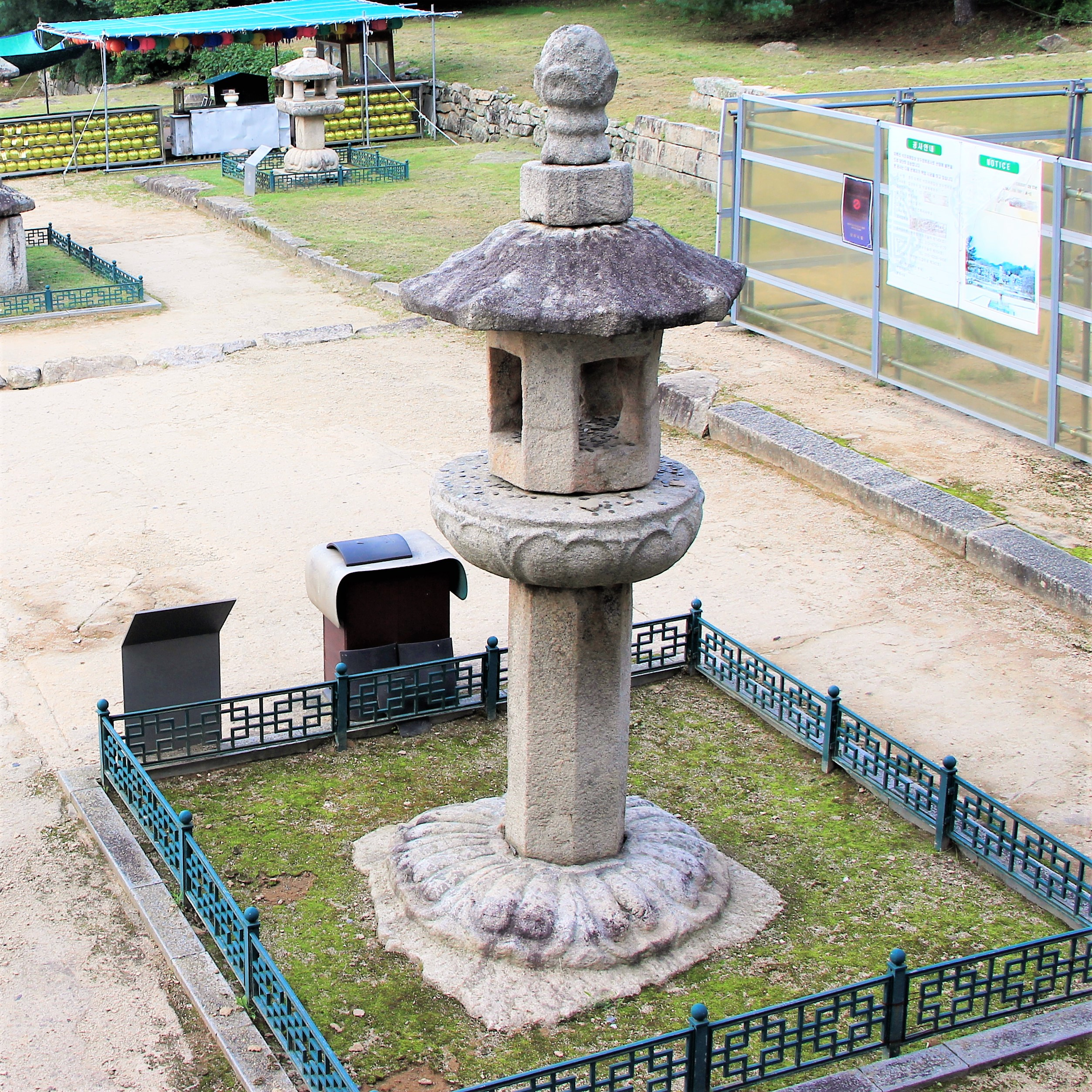
Stenen lantaarn op de Mireukdaewonji-site, Chungju
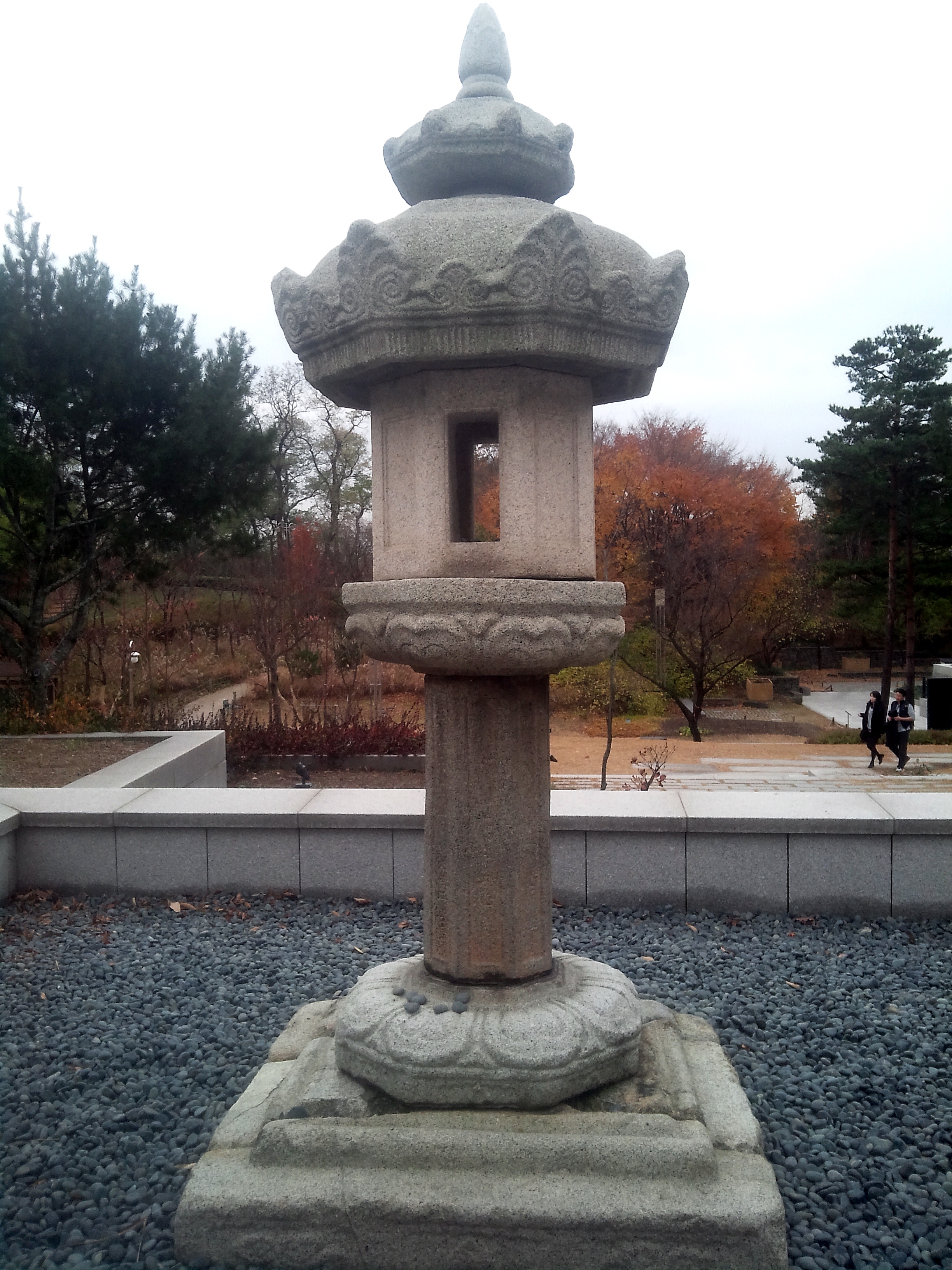
Stenen lantaarn in Seoseongmun, Naju

In het geval van stenen lantaarns die op het terrein van tempels zijn opgericht, kan worden gezien dat ze meer betekenis hebben als offermiddel dan dat het een functioneel onderdeel is als lantaarns.